# Un-Break My Heart
Un-Break My Heart è un singolo della cantante statunitense Toni Braxton, scritto da Diane Warren e prodotto da David Foster per il secondo album di Braxton, Secrets. Pubblicato come secondo singolo tratto dall'album nell'autunno del 1996, il brano è il secondo della cantante ad essere arrivato al numero 1 della Billboard Hot 100, dove è rimasto per undici settimane consecutive, diventando il singolo di maggior successo della cantante con oltre 10 milioni di copie vendute in tutto il mondo. Il pezzo ha avuto successo anche in molti altri paesi del mondo, raggiungendo la prima posizione in Austria, Belgio, Brasile, Israele, Svezia e Svizzera. Grazie a questo pezzo, la cantante è entrata nella storia della musica come la prima artista a conquistare un Grammy nella categoria Best Female Pop Vocal Performance.

## Descrizione
Il brano, pur essendo la prima collaborazione tra Diane Warren, David Foster e Braxton, rappresenta un esempio perfetto della produzione di ciascuno: un pezzo con basi quasi orchestrali per Foster, una ballata d'amore triste per Warren, e un testo che vede come protagonista un cuore infranto per Braxton. Nella prima strofa la cantante implora il ragazzo che l'ha lasciata di non lasciarla sola nel suo dolore e fuori sotto la pioggia, e gli chiede di tornare tra le sue braccia per cancellare le sue lacrime e far tornare le notti in cui dormivano insieme. Il ritornello chiede dolorosamente di non spezzare il cuore, di non causare dolore e di non far piangere lacrime. Nella seconda strofa l'artista chiede di riavere la gioia nella propria vita e di poter dimenticare la parola "addio", e continua a implorare l'ex ragazzo, dicendogli che non riesce a cancellare dalla sua mente il giorno in cui se n'è andato e che la vita appare davvero crudele senza lui a fianco.

### Cover
La cantante ha inciso anche una cover in spagnolo della canzone, chiamata Regresa A Mi. Questa versione è presente in varie versioni del singolo, ed è stata riproposta nel 2004 dal gruppo Il Divo, col quale la Braxton duetterà nel 2006 per l'inno ufficiale dei mondiali di calcio, The Time of Our Lives. Anche la cantante messicana Yuridia, famosa per le sue cover in spagnolo di ballate in lingua inglese, ha fatto una cover della versione spagnola, inserendola nell'album Habla El Corazón. Nel 1998 la popstar russa Alla Gorbacheva ne ha fatto una cover in russo, Сердце не плачь (Serdtse ne plach), che tradotto significa "cuore, non piangere".

## Video musicale
Il videoclip del singolo è stato diretto da Billie Woodruff e si discosta leggermente dal testo della canzone; non racconta infatti la sofferenza causata dalla fine di un amore, ma quella per la morte del proprio compagno. Il video inizia con la Braxton in abiti molto casual che raccoglie la posta dalla cassetta delle lettere in giardino, e saluta il proprio ragazzo, interpretato dal top model Tyson Beckford, che se ne va in moto. Poco dopo la cantante sente il rumore di uno schianto, e accorre nel luogo dell'incidente trovando il proprio ragazzo a terra senza vita. Le scene successive mostrano la cantante disperata che si aggira da sola in casa, ricordando la sua vita col compagno scomparso: le serate davanti al camino, le nuotate in piscina, le docce e i giochi insieme. L'ultima scena è ambientata in un teatro, dove la cantante si esibisce accompagnata da un'intera orchestra, in un vestito bianco e lungo, e con una capigliatura riccia e gonfia in stile afro, mentre continuano a scorrere i ricordi di Tyson che sorride.

## Premi e riconoscimenti
Nel 1997 grazie a questa canzone la Braxton vinse un Grammy nella categoria Female Pop Vocal Performance, portando a casa durante la cerimonia dello stesso anno anche un premio come Best Female R&B Vocal Performance per You're Makin' Me High. Il video del pezzo è stato nominato a due MTV Video Music Awards nel 1997: Best Female Video e Best R&B Video.

## Successo commerciale
Il singolo è diventato la seconda numero 1 USA (consecutiva) per l'artista, dopo il primo singolo tratto da Secrets, You're Makin' Me High. Il pezzo è rimasto in cima alla Hot 100 per ben 11 settimane di seguito, tra fine 1996 e inizio 1997, ed è stato certificato disco di platino. Nelle classifiche R&B il brano è arrivato al numero 2, nonostante la sonorità pop. Nel Regno Unito è il secondo singolo della cantante ad aver raggiunto il numero 2, dopo Breathe Again del 1993. Anche in Australia, come in patria, il singolo ha ottenuto il disco di platino: entrato in classifica a fine novembre al numero 41, il singolo ha raggiunto la sua posizione più alta, la sesta, il 19 gennaio 1997; pur non essendo stato il singolo di Braxton ad aver raggiunto la posizione più alta nelle classifiche australiane, è quello che vi ha passato il maggior numero di settimane, 26, di cui 10 passate in top10. In Nuova Zelanda il singolo non è riuscito ad entrare in top10, essendosi fermato al numero 18, ma anche qui rappresenta la permanenza più lunga della Braxton nella classifica dei singoli, con 23 settimane passate in totale tra 1996 e 1997, in un continuo "sali e scendi". In Canada il singolo è arrivato al numero 2, ottenendo la posizione più alta mai raggiunta da un singolo di Braxton fino al 2000, quando He Wasn't Man Enough arriverà al numero 1.
Il singolo è diventato quello di maggior successo della cantante in molti paesi in cui è entrato in classifica. La canzone ha raggiunto la prima posizione in Austria, dove rimane il suo unico singolo ad essere entrato in top10, e in Svizzera, dove ha raggiunto la prima posizione durante la sua terza settimana di presenza in classifica, restandovi per 2 settimane consecutive, oltre ad averne passate ben 18 solo in top10. In Svezia il singolo è arrivato al numero 1 il 20 dicembre 1996, restando in vetta per sei settimane non consecutive, e ha speso 35 settimane in classifica, di cui 21 passate in top10. Nel Belgio la canzone ha passato 5 settimane di seguito al numero 1, dal 15 febbraio 1997 al 22 marzo, mentre nel Belgio olandese è arrivato al numero 2. Anche nei Paesi Bassi si è fermato al numero 2, passando 13 settimane in top10. In Francia è stato il primo singolo della cantante ad entrare in classifica, dove ha raggiunto la posizione numero 8. In Finlandia è l'unico singolo di Braxton ad essere entrato in classifica, ed è arrivato al numero 5. In Norvegia non è riuscito a guadagnare la prima posizione, ma è rimasto al numero 2 per 8 settimane non consecutive, e ha speso 24 settimane solo nella top20.
Un-Break My Heart è il primo singolo di Braxton ad essere entrato in classifica in Italia. arrivando addirittura al numero 4.
Il successo strepitoso ottenuto dal singolo in tutto il mondo, ha alzato vertiginosamente le vendite dell'album Secrets, e ha reso il nome dell'artista uno dei più conosciuti nella musica pop e R&B.

## Classifiche

### Classifiche settimanali
| Classifica (1996-97) | Posizione massima |
| -------------------- | ----------------- |
| Australia            | 6                 |
| Austria              | 1                 |
| Belgio (Fiandre)     | 2                 |
| Belgio (Vallonia)    | 1                 |
| Canada               | 2                 |
| Danimarca            | 2                 |
| Europa               | 1                 |
| Finlandia            | 5                 |
| Francia              | 8                 |
| Germania             | 2                 |
| Irlanda              | 2                 |
| Italia               | 7                 |
| Norvegia             | 2                 |
| Nuova Zelanda        | 18                |
| Paesi Bassi          | 2                 |
| Regno Unito          | 2                 |
| Stati Uniti          | 1                 |
| Svezia               | 1                 |
| Svizzera             | 1                 |

### Classifiche di fine anno
| Classifica (1996) | Posizione |
| ----------------- | --------- |
| Germania          | 83        |
| Paesi Bassi       | 10        |
| Stati Uniti       | 81        |
| Svezia            | 9         |
| Classifica (1997) | Posizione |
| Australia         | 34        |
| Austria           | 6         |
| Belgio Fiandre    | 13        |
| Belgio Vallonia   | 8         |
| Canada            | 32        |
| Francia           | 29        |
| Germania          | 14        |
| Italia            | 41        |
| Stati Uniti       | 4         |
| Svezia            | 17        |
| Svizzera          | 7         |

### Classifiche di fine decennio
| Classifica (1990-99) | Posizione |
| -------------------- | --------- |
| Paesi Bassi          | 61        |
| Stati Uniti          | 4         |

### Classifiche di tutti i tempi
| Classifica (1958-2021) | Posizione |
| ---------------------- | --------- |
| Stati Uniti            | 16        |

## Tracce
CD-Single
1. Un-Break My Heart (Album Version)		4:30
2. You're Makin' Me High (Radio Edit)		4:07

CD-Maxi
1. Un-Break My Heart (Album Version)		4:30
2. You're Makin' Me High (Norfside Remix)		4:19
3. How Many Ways (R. Kelly Remix)		5:46
4. Un-Break My Heart (Spanish Version)		4:32

CD-Single
1. Un-Break My Heart (Diva Mix)		4:14
2. Un-Break My Heart (Uptempo Mix)		4:43

CD-Maxi
1. Un-Break My Heart (Album Version)		4:30
2. Un-Break My Heart (Album Instrumental)		4:44
3. Un-Break My Heart (Acappella)		4:29

CD-Single
1. Un-Break My Heart (En Castellano)		4:32
2. Un-Break My Heart (Classic Radio Mix)		4:26
3. Un-Break My Heart (Album Version)		4:30

The Mixes - CD-Maxi
1. Un-Break My Heart (Album Version)		4:31
2. Un-Break My Heart (Frankie Knuckles Radio Mix)		4:29
3. Un-Break My Heart (Frankie Knuckles Franktidrama Mix)		8:38
4. Un-Break My Heart (Soul Hex Athem Vocal)		9:37
5. Un-Break My Heart (Soul Hex No Sleep Beats)		3:56

CD-Single
1. Un-Break My Heart (Album Version)		4:30
2. Un-Break My Heart (Spanish Version)		4:32

Club Remixes - CD-Maxi
1. Un-Break My Heart (House Of Heart Radio Edit)		4:16
2. Un-Break My Heart (House Of Heart Extended)		5:22
3. Un-Break My Heart (Frankie Knuckles Classic Radio Mix)		4:26
4. Un-Break My Heart (Frankie Knuckles Ranktidrama Club Mix)		8:41
5. Un-Break My Heart (188 Street Mix)		5:17
6. Un-Break My Heart (Soft Soul Mix)		4:26
7. Un-Break My Heart (Breakdown Mix)		5:17
8. Un-Break My Heart (Soul Hex Anthem Vocal)		9:36
9. Un-Break My Heart (Soul Hex No Sleep Beats)		3:56
10. Un-Break My Heart (Album Version)		4:30